# Гозба за вране
Гозба за вране (енгл. A Feast for Crows) четврти је од планираних седам романа епско фантастичног серијала Песма леда и ватре аутора Џорџа Р. Р. Мартина. Роман је издат 17. октобра 2005. године у Уједињеном Краљевству, док је у Сједињеним Државама објављен 8. новембра исте године.
У мају 2005, Мартин је објавио да је „чиста величина” његовог још увек недовршеног дела за Гозбу за вране довела њега и његове издаваче да поделе нарацију у две књиге. Уместо да дели текст на пола хронолошки, Мартин је одлучио да уместо тога подели материјал по карактеру и локацији, што је резултирало „два романа који се одвијају истовремено” са различитим ликовима. Гозба за вране објављена је неколико месеци касније, а истовремени роман Плес са змајевима објављен је 12. јула 2011. године. Мартин је такође напоменуо да ће серијал Песма леда и ватре вероватно имати седам романа.

## Радња
Рат пет краљева полако се ближи крају. Сецесионистички краљеви Роб Старк и Белон Грејџој су мртви. Један од претендента на престо, Станис Баратеон, отишао је на север да се бори против инвазије дивљана ка Зиду, где је Робов полубрат Џон Снежни постао 998. лорд заповедник Ноћне страже, реда одговорног за чување Зида. Осмогодишњи краљ Томен Баратеон сада влада Краљевом Луком са својом мајком, Серсеи Ланистер, као намесницом. Ратницу Бријену од Опорја послао је Џејми Ланистер, Серсеин брат (и љубавник), на мисију да пронађе Робову сестру Сансу Старк. Санса се крије у Долу, под заштитом мајчиног пријатеља из детињства Петира „Малопрстића” Белиша, који је убио своју супругу (и њену тетку) Лизу Ерин, а себе је прогласио заштитником Дола и старатељом Лизиног сина, осмогодишњег лорда Роберта Ерина.

### Пролог
Пејт је млади шегрт у Цитадели у Стариграду, који се обучава да постане члан древног реда учењака-исцелитеља познатих као мештари. На захтев једног странца, украо је важан кључ од складишта књига и записа. Након што му је предао украдени кључ и добио награду у виду златника, он загризе новчић и нагло умире од тровања.

### Краљева Лука
После смрти Тивина Ланистера, краљеве десне руке, намесништво краљице Серсеи обележено је раширеним кронизмом, а њена већа су испуњена некомпетентним званичницима и непоузданим улизицама. Она игнорише савете свог стрица Кевана и свог брата Џејмија, отуђујући се од обојице. Ствари погоршава све веће неповерење Серсеи у моћне Тирелове, чије је савезништво од суштинског значаја за стабилност ланистерског режима — посебно вереницу краља Томена, Маргери Тирел, за коју Серсеи верује да је предмет пророчанства о „млађој, лепшој краљици” која ће јој одузети све што јој је драго.
Њено непромишљено управљање повећава дугове краљевства Гвозденој банци Бравоса и Вери Седморо. Када Серсеи одлучи да не измири дуг који дугује Гвозденој банци, финансијска освета Банке скоро осакаћује привреду Вестероса. Да би измирила дугове круне Вери, Серсеи дозвољава обнављање религијског војног поретка, Верничке војске, игноришући опасност од пренаоружавања Вере. Сплетка да Вера суди Маргери за прељубу даје супротан ефекат када верско вођство затвори саму Серсеи по сличним (тачним) оптужбама.

### Речне земље
Серсеи шаље Џејмија у Речне земље да угуши остатке побуне покојног Роба. Он безуспешно преговара са Робовим пра-ујаком Бринденом Тулијем „Црном Рибом” да преда замак Брзоречје у замену за живот његовог нећака Едмура, али онда убеђује Едмура да се преда како би спасио животе својих људи и свог нерођеног детета. Иако се опсада завршава без битке, Бринден бежи. Џејми тада добија вест да Серсеи, коју је ухапсила Вера, жели да је брани у суђењу борбом, али Џејми спаљује њено писмо и оставља је њеној судбини.
Бријену потрага води широм Речних земаља, где сведочи разарањима изазваним ратом. Њој се као сапутници придружују Подрик Пејн, бивши штитоноша Џејмијевог брата Тириона, и сер Хајл Хант, витез који се једном изругао њеној ружноћи. Она сазнаје да је Сансина сестра Арја Старк заправо преживела и побегла из Краљеве Луке, као и да је застрашујући ратник Сендор Клегани наводно мртав, али да је неко ко носи његов шлем масакрирао град Солане. Она касније убија овог човека, Рорџа, али је тешко повређује и осакати његов сапутник Гризач. На крају је зароби Братство без барјака, које је некада било посвећено заштити нижег становништва Речних земаља, али сада њиме командује магијом васкрсла Кејтлин Старк, Сансина мајка. Немртва и осветољубива Кејтлин, која је узела име Госпа Каменог Срца, осуђује Бријену на смрт због наводног удруживања са Ланистерима, али јој нуди да поштеди њу и њене пратиоце ако пристане да убије Џејмија.

### Дол
У удаљеном замку Гнездо соколово, Санса се представља као Малопрстићева ванбрачна ћерка Алејна Камена, спријатељава се са младим лордом Робертом Ерином, управља домаћинством и неформално се обучава о политици. Чини се да за то време Малопрстић пажљиво манипулише Робертовим вазалима како би обезбедио свој статус лорда заштитника Дола. Он на крају открива да планира да вери Сансу за Харолда Хардинга, следећег наследника Дола; а када болешљиви Роберт умре, Малопрстић намерава да открије Сансин идентитет и у њено име затражи њено породично упориште Зимоврел.

### Гвоздена острва
На Гвозденим острвима, најстарији преживели брат покојног Белона Грејџоја, Јурон, враћа се из изгнанства да преузме престо. Да би то спречио, његов млађи брат Ерон, свештеник, позива на закраљење да би се изабрао наследник. Иако Јуроново право оспоравају његов други млађи брат Викторион и Белонова ћерка Аша, на крају је Јурон изабран за краља због свог обећања да ће освојити Вестерос и контролисати змајеве Денерис Таргарјен са зачараним рогом који поседује. Под Јуроновим вођством, Гвоздена флота напада Хват, угрожавајући седиште куће Тирела у Виском Саду. Јурон шаље Викториона на исток да у његово име предложи брак Денерис, да би тако стекао право на Гвоздени престо; али Викторион потајно одлучује да је сам освоји.

### Дорна
У јужном региону Дорна, принц Доран Мартел се суочава са три Пешчане Змије — ванбрачне ћерке његовог брата Оберина, које желе освету за смрт свог оца. Пошто оне хушкају обичан народ на рат против Ланистера, Доран је натерао свог капетана гарде, Ареа Хотаха, да их ухапси и затвори у палати.
Смео покушај Доранове ћерке Аријане да изазове рат за наследство крунисањем Томенове сестре Мирселе за краљицу Вестероса је осујећен. У конфузији, један од Аријаниних завереника, сер Џеролд „Тамна Звезда” Дејн, покушава да убије Мирселу, и унакажава јој лице. Мирселиног заклетог штита, сер Ариса Оукхарта, убија Арео. Ово оптерећује Дорнин нови савез са Гвозденим престолом. Доран касније открива својој ћерки да има много већи план да сруши Ланистере, као и да је њен брат Квентин отишао на исток да поврати „Ватру и крв” кроз савез са Денерис.

### Бравос
Стигавши у слободни град Бравос, Арја Старк проналази пут до култа убица који мењају лице познатих као Људи без лица. Прихваћена као почетница, Арја је научена да напусти свој претходни идентитет, који јој се стално враћа у облику вучјих снова.
У међувремену, лорд заповедник Ноћне страже Џон Снежни наредио је Семвелу Тарлију да отплови у Цитаделу у Стариграду како би се обучио за мештара и упозорио Седам краљевстава о повратку легендарних непријатељских бића познатих као Туђини. Са Семом полазе старији мештар Емон, дивљанка Гили, Гилино новорођенче, и још један члан Ноћне страже, Дареон. Током пловидбе, Сем схвата да је дете заправо син дивљанског вође Менса Рајдера, и да је пре поласка замењен са Гилиним правим сином. Они се привремено заглављују у Бравосу када се Емон разболи, а Дареон побегне са њиховим новцем. Након што сазна да Денерис поседује змајеве, Емон закључује да јој је суђено да испуни пророчанство и да он мора да јој помогне; али убрзо након што коначно напусте Бравос, Емон умире у 102. години.
Након што Семова дружина оде, Арја наилази на Дареона и убија га јер је напустио Ноћну стражу. Као казну за неовлашћено убиство, Људи без лица је онда хране напитком који изазива слепило.

### Стариград
На крају романа, Сем стиже у Цитаделу и упознаје архимештара Марвина. Након што је сазнао за Емонову смрт и пророчанство о Денерис и змајевима, Марвин одлази сам да је пронађе. Сем такође упознаје колегу шегрта који се представља као Пејт.

## Тачке гледишта
Свако поглавље се концентрише на ограничену тачку гледишта у трећем лицу једног лика; књига представља перспективу дванаест ликова, уз пролог. За разлику од претходних романа, Гозба за вране прати и бројне мање ликове. Наслови поглавља указују на перспективу.
- Пролог: Пејт, искушеник Цитаделе у Стариграду
- Серсеи Ланистер, краљица намесница
- Џејми Ланистер, лорд заповедник Краљеве гарде
- Бријена од Опорја, млада ратница у потрази за Сансом Старк
- Санса Старк, која се представља као Малопрстићева ванбрачна ћерка „Алејна Камена” (њена каснија поглавља су овако и насловљена)
- Арја Старк, касније насловљена као „Кет са канала”, која је започела обуку у Кући црног и белог у слободном граду Бравосу
- Семвел Тарли, заклети брат Ноћне страже
- На Гвозденим острвима:
  - Пророк, Утопљени Човек: Ерон „Мокрокоси” Грејџој, самопроглашени слуга Утопљеног бога, најмлађи од три преживела брата покојног краља Белона
  - Сипина Кћи: Аша Грејџој, ћерка покојног краља Белона
  - Гвоздени Капетан, Пљачкаш: Виктарион Грејџој, капетан Гвоздене флоте, један од три преживела брата покојног краља Белона
- У Дорни:
  - Капетан Гарде: Арео Хотах, капетан гарде принца Дорана Мартела
  - Окаљани Витез: Арис Оукхарт, витез Краљеве гарде
  - Окрунитељка, Принцеза у Кули: Аријана Мартел, ћерка принца Дорана и наследница Дорне